# Bernex (Zwitserland)
Bernex is een gemeente en plaats in het Zwitserse kanton Genève.
Bernex telt 9379 inwoners.